# Jan Ingenhousz
Jan Ingenhousz (ur. 8 grudnia 1730, zm. 7 września 1799) – holenderski chemik, biolog, odkrywca zjawiska fotosyntezy.

## Biografia
Pochodził z rodziny patrycjusza Ingena Housza z Bredy. W latach 1746–1753 studiował medycynę na uniwersytecie w Leuven, a następnie kontynuował naukę na Uniwersytecie w Lejdzie. Po śmierci ojca w 1764 roku odbył podróż po Europie w celu poszerzenia wiedzy. W Anglii zapoznał się z najnowszymi technikami inokulacji przeciw ospie, zostając ekspertem w tej dziedzinie. Przeprowadził ponad 700 zabiegów inokulacji podczas walki z epidemią ospy w Hertfordshire. W 1768 roku został wezwany do Austrii, gdzie walczył z epidemią ospy i dokonał inokulacji rodziny cesarskiej. Osiadł w Wiedniu, gdzie zawarł związek małżeński.
Po 1770 roku rozpoczął badania nad oddychaniem u roślin, zainspirowany spotkaniem z Josephem Priestleyem i jego pracami. W 1779 roku zidentyfikował proces wydzielania tlenu przez rośliny.
Prowadził również badania nad przewodzeniem ciepła, a w 1785 roku, obserwując ruch pyłu węglowego w roztworze alkoholu, zaobserwował zjawisko znane później jako ruchy Browna. Utrzymywał korespondencję z Benjaminem Franklinem i Henrym Cavendishem.